# Shute Shield
Shute Shield è il massimo torneo di rugby a 15 dello Stato australiano del Nuovo Galles del Sud.
Istituito nel 1874 come Sydney Rugby Premiership, fu ribattezzato Shute Shield nel 1923 dal nome di Robert Elliott Steward Shute (1899-1922), ex studente dell'Università di Sydney e fuciliere durante la Grande Guerra, morto a seguito di un incidente di gioco a Manly durante un incontro celebrativo.
La competizione dà il titolo di campione del Nuovo Galles del Sud e la squadra che se l'è aggiudicata il maggior numero di volte è la Sidaney University con 33 vittorie.

## Storia
Sydney fu la prima città dell'Emisfero Sud, nonché presumibilmente il primo posto in assoluto fuori dalle Isole Britanniche, in cui si giocò a rugby.
Il primo incontro di rugby a Sydney si tenne nel 1865, e la città vanta la nascita dei più antichi club del mondo eccettuati quelli del Regno Unito; in ordine di tempo la primogenitura è del Sydney University, squadra della locale Università, nato nel 1863; nel 1874 nacque invece la federazione del Nuovo Galles del Sud.
In quello stesso anno nacque pure il primo torneo rugbistico dell'Emisfero Sud, la Sydney Premiership, che fino al passaggio di secolo vide la squadra dell'Università prevalere in 10 edizioni, più di qualsiasi altro club; tale torneo andò avanti fino al 1922.
Il 5 giugno 1922, in occasione del 57º compleanno del sovrano Giorgio V (occorso in realtà due giorni prima), fu organizzato a Manly, un sobborgo di Sydney, un incontro celebrativo dell'evento tra due rappresentative del Nuovo Galles del Sud, una delle quali aveva effettuato l'anno precedente un tour in Nuova Zelanda; in una delle due formazioni figurava Robert Elliott Shute, poco più che ventenne studente all'Università di Sydney ed ex fuciliere volontario della First Australian Imperial Force durante la prima guerra mondiale.
Durante una fase di gioco Robert Shute fu placcato, singolarmente da un tale John Shute con cui, nonostante il cognome uguale, non vantava alcun vincolo di parentela; nella caduta batté il capo e non si riprese più, morendo la mattina dopo per emorragia cerebrale.
L'Università di Sydney decise di coniare uno scudo (in inglese shield) e di donarlo alla NSW Rugby Union perché ne facesse il premio da conferire alla squadra campione del Nuovo Galles del Sud.
La scelta di commemorare Shute rispetto ad altri rugbisti dalla carriera affermata fu motivata dalla volontà di omaggiare la memoria di un giocatore morto giovane assurto a simbolo di tutti coloro che pur non diventando famosi hanno sempre onorato il gioco al meglio delle loro possibilità agonistiche.
La prima edizione della nuova competizione, estesa alle squadre di prima divisione dello Stato, si tenne nel 1923.
I primi venticinque anni di vita del torneo video continuare la prevalenza dell'Università di Sydney, che si aggiudicò otto edizioni di torneo; nel successivo quarto di secolo Sydney vinse altri nove titoli ma Randwick si delineava come la squadra capace di contendere agli universitari la supremazia nel campionato: per 29 anni infatti, dal 1972 al 2001, questi non vinsero più un torneo che nel suo terzo quarto di secolo, tra il 1973 e il 1997, fu dominato da Randwick che lo vinse 16 volte, con due strisce, una di 5 titoli tra il 1978 e il 1982 e una di 6 tra il 1987 e il 1992, conquistate grazie alla presenza nel club di numerosi giocatori di statura internazionale come Mark Ella, Simon Poidevin e soprattutto David Campese.
La fine del vecchio millennio e l'avvento del nuovo videro il ritorno alla vittoria dell'Università di Sydney e l'emergere dell'Eastwood, vincitore di sei edizioni dello Shute Shield tra il 1999 e il 2015, mentre nello stesso periodo Randwick si aggiudicò solo due titoli (il più recente nel 2004).

## Albo d'oro
| Edizione | Vincitore         |
| -------- | ----------------- |
| 1923     | Sydney University |
| 1924     | Sydney University |
| 1925     | Glebe-Balmain     |
| 1926     | Sydney University |
| 1927     | Sydney University |
| 1928     | Sydney University |
| 1929     | Western Suburbs   |
| 1930     | Randwick          |
| 1931     | Eastern Suburbs   |
| 1932     | Manly             |
| 1933     | Northern Suburbs  |
| 1934     | Randwick          |
| 1935     | Northern Suburbs  |
| 1936     | Drummoyne         |
| 1937     | Sydney University |
| 1938     | Randwick          |
| 1939     | Sydney University |
| 1940     | Randwick          |
| 1941     | Eastern Suburbs   |
| 1942     | Manly             |
| 1943     | Manly             |
| 1944     | Eastern Suburbs   |
| 1945     | Sydney University |
| 1946     | Eastern Suburbs   |
| 1947     | Eastern Suburbs   |

| Edizione | Vincitore         |
| -------- | ----------------- |
| 1948     | Randwick          |
| 1949     | Gordon            |
| 1950     | Manly             |
| 1951     | Sydney University |
| 1952     | Gordon            |
| 1953     | Sydney University |
| 1954     | Sydney University |
| 1955     | Sydney University |
| 1956     | Gordon            |
| 1957     | St George         |
| 1958     | Gordon            |
| 1959     | Randwick          |
| 1960     | Northern Suburbs  |
| 1961     | Sydney University |
| 1962     | Sydney University |
| 1963     | Northern Suburbs  |
| 1964     | Northern Suburbs  |
| 1965     | Randwick          |
| 1966     | Randwick          |
| 1967     | Randwick          |
| 1968     | Sydney University |
| 1969     | Eastern Suburbs   |
| 1970     | Sydney University |
| 1971     | Randwick          |
| 1972     | Sydney University |

| Edizione | Vincitore        |
| -------- | ---------------- |
| 1973     | Randwick         |
| 1974     | Randwick         |
| 1975     | Northern Suburbs |
| 1976     | Gordon           |
| 1977     | Parramatta       |
| 1978     | Randwick         |
| 1979     | Randwick         |
| 1980     | Randwick         |
| 1981     | Randwick         |
| 1982     | Randwick         |
| 1983     | Manly            |
| 1984     | Randwick         |
| 1985     | Parramatta       |
| 1986     | Parramatta       |
| 1987     | Randwick         |
| 1988     | Randwick         |
| 1989     | Randwick         |
| 1990     | Randwick         |
| 1991     | Randwick         |
| 1992     | Randwick         |
| 1993     | Gordon           |
| 1994     | Randwick         |
| 1995     | Gordon           |
| 1996     | Randwick         |
| 1997     | Manly            |

| Edizione | Vincitore         |
| -------- | ----------------- |
| 1998     | Gordon            |
| 1999     | Eastwood          |
| 2000     | Randwick          |
| 2001     | Sydney University |
| 2002     | Eastwood          |
| 2003     | Eastwood          |
| 2004     | Randwick          |
| 2005     | Warringah         |
| 2006     | Sydney University |
| 2007     | Sydney University |
| 2008     | Sydney University |
| 2009     | Sydney University |
| 2010     | Sydney University |
| 2011     | Eastwood          |
| 2012     | Sydney University |
| 2013     | Sydney University |
| 2014     | Eastwood          |
| 2015     | Eastwood          |
| 2016     | Northern Suburbs  |
| 2017     | Warringah         |
| 2018     | Sydney University |
| 2019     | Sydney University |